# Genie (criança selvagem)
Genie (Arcadia, 18 de abril de 1957) é o pseudônimo de Susan Wiley, uma criança selvagem estadunidense que foi vítima de abuso grave, negligência e isolamento social. Suas circunstâncias são proeminentemente registradas nos anais da linguística e da psicologia infantil anormal. Quando ela tinha aproximadamente 20 meses de idade, seu pai começou a mantê-la em um quarto trancado. Durante esse período, ele quase sempre a amarrava no banheiro ou em um berço com os braços e as pernas imobilizados, proibia qualquer pessoa de interagir com ela, proporcionava-lhe quase nenhum tipo de estimulação e a deixava gravemente desnutrida. A extensão de seu isolamento a impediu de ser exposta a qualquer quantidade significativa de fala e, como resultado, ela não aprendeu a falar durante a infância. O nível de abuso que ela sofreu chamou a atenção das autoridades de bem-estar infantil do Condado de Los Angeles em novembro de 1970, quando ela tinha 13 anos e 7 meses, quando ela se tornou responsabilidade do estado da Califórnia.
Psicólogos, linguistas e outros cientistas inicialmente deram muita atenção ao caso de Genie. Ao determinar que ela ainda não havia aprendido a falar, os linguistas viram em Genie uma oportunidade de obter mais informações sobre os processos que controlam as habilidades de aquisição da linguagem e testar teorias e hipóteses identificando períodos críticos durante os quais os humanos aprendem a entender e usar a linguagem. Ao longo do tempo em que foi estudada, ela fez avanços substanciais em seu desenvolvimento mental e psicológico geral. Em poucos meses, ela desenvolveu habilidades excepcionais de comunicação não verbal e gradualmente aprendeu algumas habilidades sociais básicas, mas mesmo no final do estudo de caso, ela ainda exibia muitos traços comportamentais característicos de uma pessoa não socializada. Ela também continuou a aprender e usar novas habilidades linguísticas ao longo do tempo em que a testaram, mas acabou sendo incapaz de aprender totalmente uma língua materna.
As autoridades inicialmente providenciaram a admissão de Genie no Hospital Infantil de Los Angeles, onde uma equipe de médicos e psicólogos cuidou dela por vários meses. Sua vida posterior tornou-se objeto de um debate rancoroso. Em junho de 1971, ela deixou o hospital para morar com seu professor do hospital, mas um mês e meio depois, as autoridades a colocaram com a família do cientista que chefiava a equipe de pesquisa, com quem viveu por quase quatro anos. Logo após completar 18 anos, Genie voltou a morar com sua mãe, que decidiu depois de alguns meses que não poderia cuidar dela adequadamente. As autoridades então a transferiram para a primeira do que se tornaria uma série de instituições para adultos com deficiência, sendo que as pessoas que a administravam a separaram de quase todos que ela conhecia e a submeteram a abusos físicos e emocionais extremos. Como resultado, sua saúde física e mental se deteriorou severamente e suas habilidades de linguagem e comportamento recém-adquiridas regrediram muito rapidamente.
No início de janeiro de 1978, a mãe de Genie proibiu abruptamente todas as observações científicas e testes em Genie. Pouco se sabe sobre suas circunstâncias desde então. Seu paradeiro atual é incerto, embora se acredite que ela esteja vivendo sob os cuidados do estado da Califórnia. Psicólogos e linguistas continuam a discuti-la e há considerável interesse acadêmico e da mídia em seu desenvolvimento e nos métodos da equipe de pesquisa. Em particular, os cientistas compararam Genie a Victor de Aveyron, uma criança francesa do século XIX que também foi objeto de um estudo de caso sobre atraso no desenvolvimento psicológico e aquisição tardia da linguagem.